# Cisownik (szczyt)
Cisownik, Wielki Cisownik (806 m), Cisowa Grapa – szczyt w Grupie Kocierza w Beskidzie Małym. Znajduje się na północno-zachodnim grzbiecie Cisowych Grap biegnącym ku Przełęczy Isepnickiej. Południowo-zachodnie stoki Cisownika opadają ku dolinie Isepnicy, północne ku Przełęczy Isepnickiej, północno-wschodnie ku Wielkiej Puszczy.
Cisownik i pozostałe dwa „cisowe” szczyt są całkowicie porośnięte lasem. Przebiega przez nie granica między miejscowościami Międzybrodzie Bialskie w powiecie żywieckim i Porąbką w powiecie bielskim (obydwie w województwie śląskim). Wierzchołek Cisownika od zachodu trawersuje czerwony Mały Szlak Beskidzki.

## Nazewnictwo
Szczyty w tym rejonie na różnych mapach noszą różne nazwy. Na topograficznej mapie Geoportalu są trzy „cisowe” szczyty: północny (805,7 m), środkowy (794,8 m) opisane jako Wielki Cisownik i południowy, zwornikowy bez nazwy i bez podanej wysokości (na podstawie poziomic około 850 m). Na lotniczej mapie Geoportalu szczyt północny to Cisownik, południowy ma nazwę Cisowe Grapy. W przewodniku turystycznym podawane są także nazwy Cisowa Grapa Północna i Cisowa Grapa Południowa.
Miejscowa ludność szczyty te nazywała Cisowymi Grapami, nazwą Wielki Cisownik określała wielki las na ich szczytach. Na austriackich mapach pod koniec XIX wieku szczytowi północnemu nadano błędną nazwę Wielki Czysownik. Kazimierz Sosnowski zmienił ją na Wielki Cisownik, podając błędną wysokość 898 m. Nadaną przez niego nazwę podtrzymywały późniejsze mapy PPWK. Zdaniem Aleksego Siemionowa nazwa Wielki Cisownik jest sensowna w stosunku do lasu, bo jest wielki, ale nie jest odpowiednia dla szczytu, który ma wysokość 806 m i jest niższy od swoich sąsiadów. Według Siemionowa odpowiednia byłaby nazwa Północna Cisowa Grapa.
Szlaki turystyczne
 Mały Szlak Beskidzki na odcinku: Zapora Porąbka – Żar – Kiczora – Przełęcz Isepnicka – Cisownik – Cisowe Grapy – Szeroka Przełęcz – Wielka Góra – Przełęcz Szeroka – Beskid – Błasiakówka – Przełęcz Kocierska. Czas przejścia: 4:05 h, ↓ 3:30 h.

## Przypisy

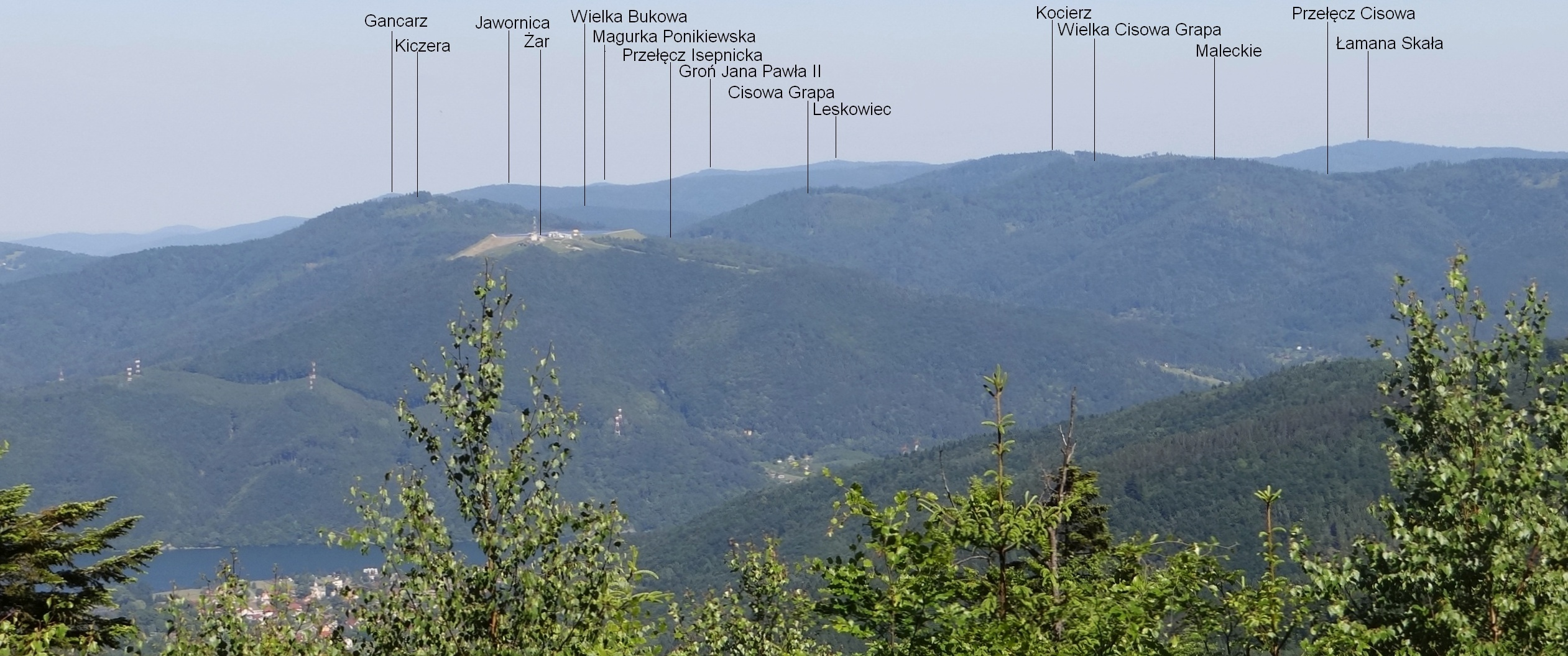
Widok na Cisową Grapę z grzbietu Magurki Wilkowickiej